# Бундин, Михаил Павлович
Михаил Павлович Бу́ндин (1913 — 1993) — советский изобретатель. Лауреат двух Сталинских премий. Мастер спорта СССР по легкой атлетике.

## Биография
Родился 6 октября 1913 года в посёлке Ядрин (ныне Чувашия) в семье бухгалтера Янибяковского (Ядринского) маслобойного и олифоварочного завода Торгового дома братьев Таланцевых.
В молодости был активным комсомольцем, занимался спортом: играл в футбол за сборные команды Мариинского Посада и Чувашской АССР, держал рекорд Чувашии в беге на 100 метров, по прыжкам в длину, был рекордсменом СССР по прыжкам в длину — в 1937 году прыгнул на 7 метров 37 сантиметров. Этот прыжок состоялся 24 сентября, в Киеве на стадионе «Динамо», где проводился слёт мастеров спорта СССР (Михаил Бундин прибыл сюда в составе команды «Динамо» Горького, где учился в индустриальном институте).
После Ядринской школы II ступени он окончил Мариинско-Посадский лесотехнический техникум. Работал в Ядринском леспромхозе и на Чебоксарском деревообрабатывающем заводе «Ударник», Бундин поступил в Горьковский индустриальный институт и получил диплом инженера. Учился в Военно-Воздушной инженерной академии им. Н. Е. Жуковского, стал военным конструктором. В войну вступил в ВКП(б).
В 1941 году группа конструкторов, в составе которых находился и М. П. Бундин, в короткий срок разработала 37-миллиметровую автоматическую пушку НС-37 для вооружения боевых самолетов. Была установлена на самолетах конструкции А. С. Яковлева, С. А. Лавочкина, С. В. Ильюшина.
Умер 23 июля 1993 года в Москве.

## Награды и премии
- Сталинская премия II степени (1943) — за разработку нового образца артиллерийского вооружения (пушки НС-37)
- Сталинская премия II степени (1946) — за разработку новых авиационных пушек (НС-23).
- орден Трудового Красного Знамени
- орден Красной Звезды
- медали